# 高山植物园

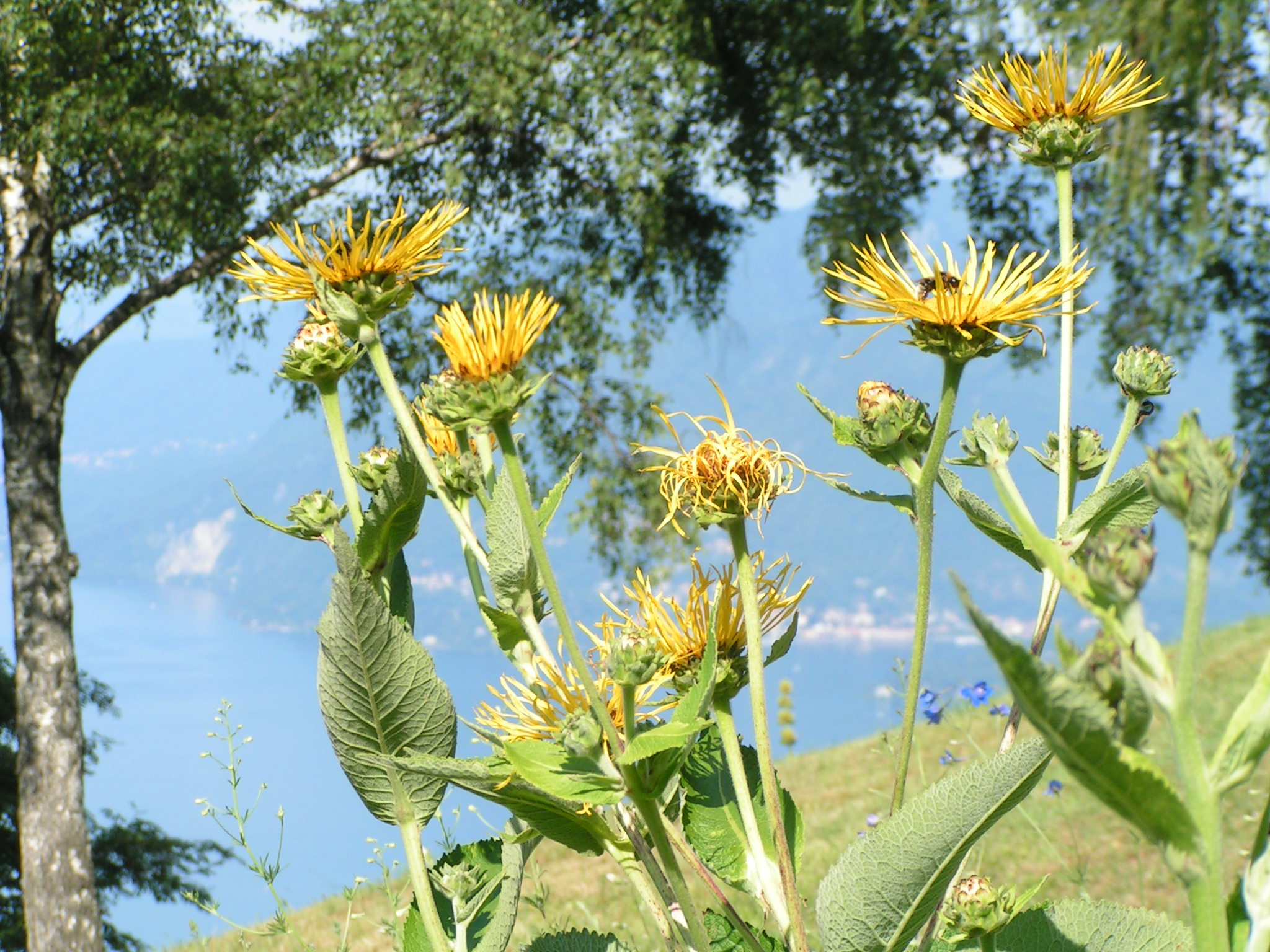
高山植物园

高山植物园（義大利語：Giardino Botanico Alpinia）是意大利皮埃蒙特大区斯特雷萨的一座专门种植高山植物的植物园，占地4 公顷。它位于马焦雷湖上方高800米处，可以通过缆车到达，湖光山色极为优美。植物园成立于1934年，在温暖的月份每天开放。今天它包含大约 1.000个物种，主要来自阿尔卑斯及山麓，也有部分标本来自高加索、中国和日本。